# Élections législatives de 1902 dans la 1re circonscription de Dunkerque
Les élections législatives françaises de 1902 dans la 1re circonscription de Dunkerque se déroulent le 27 avril 1902.

## Circonscription
La 1re circonscription de Dunkerque était composée en 1902 des cantons de Dunkerque-Est, Dunkerque-Ouest et Gravelines.

## Contexte
Florent Guillain (Progressiste) se représente pour un troisième mandat face à lui Gustave Desmons (Radical-socialiste) et Victor Renard (Collectiviste).

## Résultats
- Député sortant : Florent Guillain (Républicains progressistes)

| Candidat         | Candidat          | Parti                      | Premier tour | Premier tour | Second tour | Second tour |
| Candidat         | Candidat          | Parti                      | Voix         | %            | Voix        | %           |
| ---------------- | ----------------- | -------------------------- | ------------ | ------------ | ----------- | ----------- |
|                  | Florent Guillain* | Républicains progressistes | 10 465       | 67,97        |             |             |
|                  | Gustave Desmons   | Radical-socialiste         | 4 310        | 27,99        |             |             |
|                  | Victor Renard     | Collectiviste              | 535          | 3,35         |             |             |
|                  |                   |                            |              |              |             |             |
| Inscrits         | Inscrits          | Inscrits                   | 21 773       | 100,00       |             |             |
| Votants          | Votants           | Votants                    | 15 395       | 70,70        |             |             |
| Blancs et nuls   |                   |                            |              |              |             |             |
| * député sortant |                   |                            |              |              |             |             |